# 일목장군
일목장군(一目將軍)은 1939년 동일창극단에서 상연한 창극 작품이다.
김아부(金亞夫) 작, 박진 연출, 박동실(朴東實)이 편곡하였으며, 일목장군에 박귀희, 아리주(阿里珠)에 김소희, 당 태수에 김득수(金得洙), 서팔(西八)이에 공기남(孔基南), 백운(白雲)에 김경애가 분장하여 당시에 인기를 끌었던 창극이다.
고구려가 신라와 당의 연합군에 패망한 후 고구려의 일목장군이 재기를 위하여 변방의 성을 회복하는 동안, 당의 태수는 일목장군의 애인인 아리주를 탐내어 성내로 불러 들였다. 이에 아리주는 당의 태수를 독살하려다가 탄로되어 죽게 되었다. 그때 일목장군이 그 성을 공격하여 당태수를 참살하고 아리주를 구한다는 내용의 야사(野史)이다.